# Onthophagus rufosignatus
Onthophagus rufosignatus là một loài bọ cánh cứng trong họ Bọ hung (Scarabaeidae).